# Srpokřídlec vrbový
Srpokřídlec vrbový (Drepana falcataria, dříve také Platypteryx falcataria) je noční motýl z čeledi srpokřídlecovitých. Své druhové vědecké jméno získal podle charakteristického srpovitého tvaru konců předních křídel (latinsky falx = srp). Spolu se srpokřídlecem lipovým patří k největším zástupcům srpokřídleců na území České republiky.

## Rozšíření
Ve střední Evropě se jedná o poměrně hojný druh. Není náročný na biotop, vyskytuje se okolo potoků v listnatých lesích, na pasekách, v parcích i na vřesovištích.

## Popis

Sbírkový exemplář (samec)

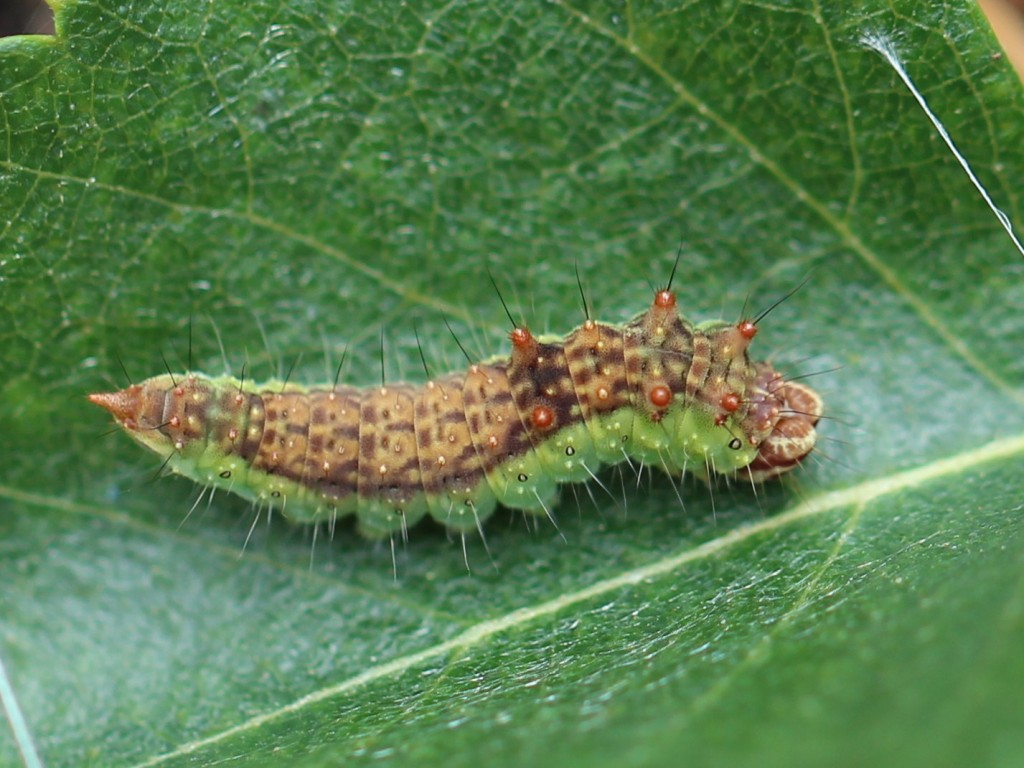
Dorostlá housenka

Rozpětí předních křídel je 27–35 mm, pohlaví se od sebe výrazněji liší pouze tykadly (u samců jsou hřebenitá). Zbarvení obou párů křídel je šedožluté s jemným tmavým vlnkováním, zadní křídla jsou světlejší než křídla přední. Vnější třetinou předních křídel probíhá výrazná tmavohnědá čára, nad ní se na nachází nepravidelná, tmavě šedá skvrna. Cípy předních křídel jsou tmavé.
Housenka má červenohnědý hřbet, boky a panožky jsou zelené. Na 2. a 3. hrudním a na 2. zadečkovém článku má párové hrbolky, po těle má navíc trnité brvy. Tak jako u jiných srpokřídleců, ani housenka srpokřídlece vrbového nemá poslední pár panožek, místo něj se na konci těla nachází ztvrdlá špička.

## Bionomie
Dospělci se v přírodě vyskytují ve dvou pokoleních, a to od dubna do května a od července do srpna. Někdy se generace mohou zdánlivě překrývat. Přes den se motýli skrývají v podrostu, nebo sedí na kmenech stromů.
Housenky se vyvíjejí také ve dvou generacích – první v červnu, druhá od září do října. Živí se listím břízy, olše, topolu, vrby či dubu. Přezimujícím stádiem je kukla druhé generace housenek.